# Kröningssvärd
Kröningssvärd är en utslocknad svensk adelsätt. Den utgick från Zacharias Krönlich (1686–1737), vars far var fältskär på Bohus fästning, och som själv gjorde militär karriär vid Västgöta och Bohusläns dragonregementen. Han erhöll kaptens grad 1718 och adlades samtidigt med namnet Kröningssvärd . Han introducerades 1719 på Riddarhuset med nummer 1566. 
Ätten fortlevde i ytterligare fem generationer. Den  utslocknade på svärdssidan med den ogifte tjänstemannen Henrik Kröningssvärd (1878–1936), Sigtuna.
Ättens ende bemärkte person är juristen Carl Gustaf Kröningssvärd (1786–1859), som är känd som utgivare av historiska dokument från Dalarna, bland annat om trolldomsprocesserna i Mora 1669. Han var sonsons son till den först adlade.